# 20 de fevereiro
20 de fevereiro é o 51.º dia do ano no calendário gregoriano. Faltam 314 dias para acabar o ano (315 em anos bissextos).

## Eventos históricos

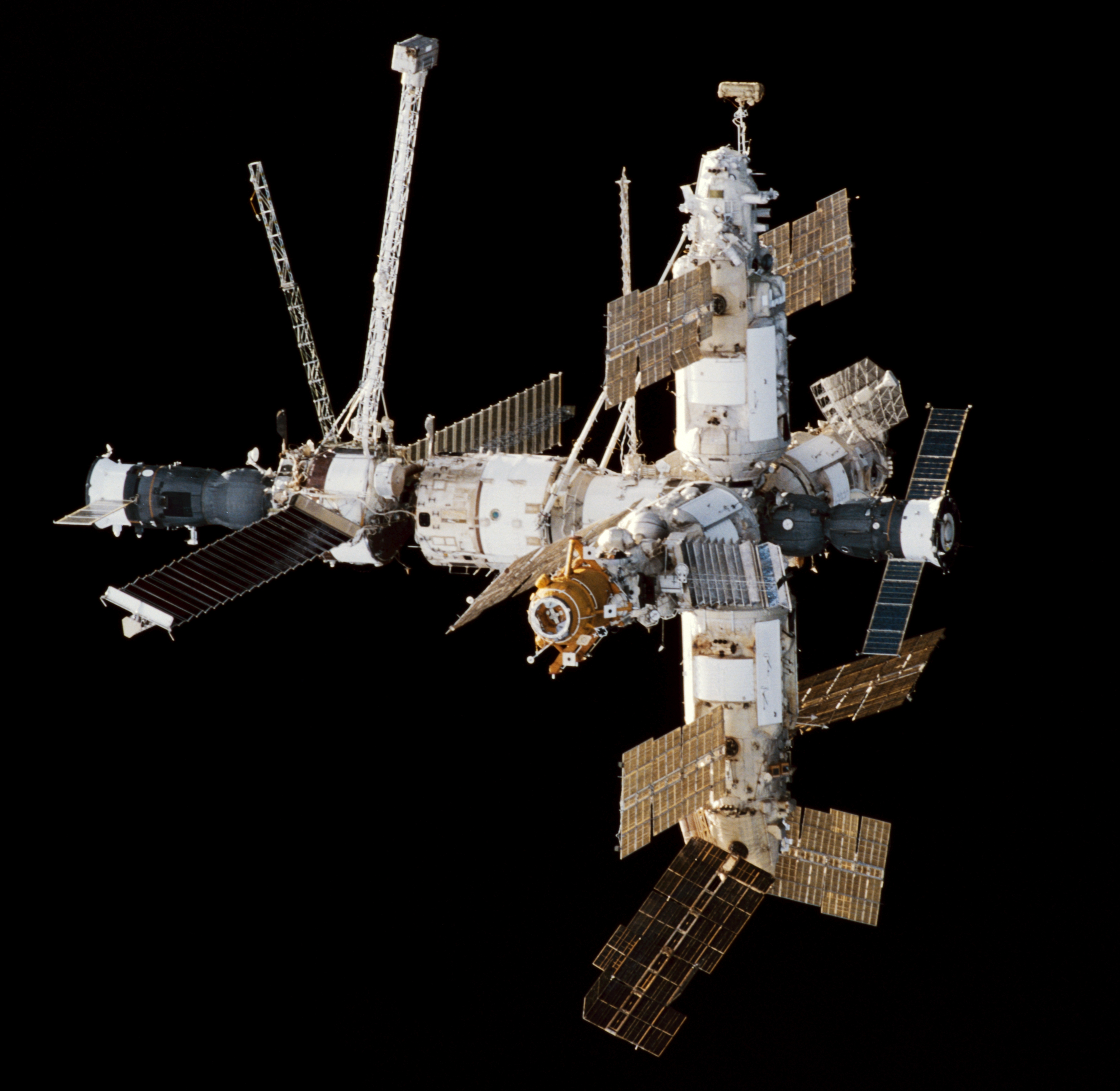
1986: Lançamento da estação espacial Mir.

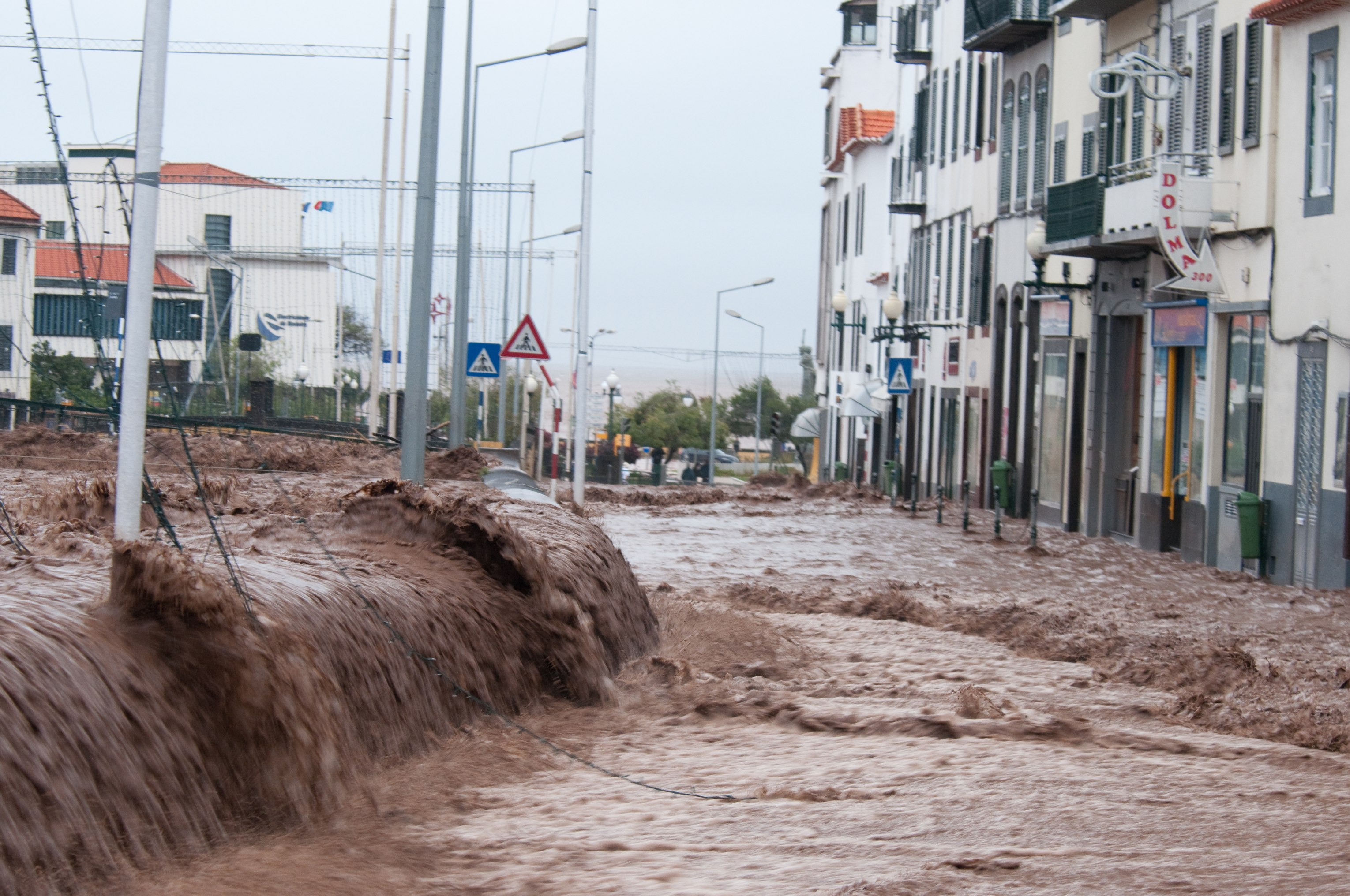
2010: Aluvião na ilha da Madeira.

- 1468 — Órcades e as ilhas Shetland, possessões da Coroa Norueguesa, foram prometidas como segurança para a Escócia até que o dote da ex-princesa Margarida da Dinamarca, fosse pago.
- 1521 — Juan Ponce de León parte da San Juan em Porto Rico, para a Flórida com cerca de 200 colonos em potencial, em busca da fonte da juventude.[1]
- 1547 — Eduardo VI da Inglaterra é coroado rei da Inglaterra na Abadia de Westminster.[2]
- 1653 — Termina a Batalha de Portland durante a Primeira Guerra Anglo-Holandesa.
- 1685 — René-Robert Cavelier estabelece o Fort St. Louis na Baía de Matagorda, formando assim a base para a reivindicação da França ao Texas.
- 1798 — Louis-Alexandre Berthier remove o Papa Pio VI do poder.
- 1813 — Manuel Belgrano derrota o exército monarquista de Pío de Tristán durante a Batalha de Salta.
- 1816 — Estreia no Teatro Argentina de Roma a ópera O Barbeiro de Sevilha, de Rossini.
- 1824 — William Buckland anuncia formalmente em latim o nome Megalosaurus, a primeira espécie de dinossauro não aviário com nome científico válido.[3]
- 1827 — Guerra da Cisplatina: inicia-se a Batalha do Passo do Rosário.
- 1832 — Charles Darwin, a bordo do HMS Beagle, chega a Fernando de Noronha.[4]
- 1835 — Abalo sísmico destrói a cidade chilena de Concepción.
- 1865 — Fim da Guerra do Uruguai, com um acordo de paz entre o presidente Tomás Villalba e o líder rebelde Venancio Flores, preparando o cenário para a Guerra do Paraguai.
- 1872 — Inauguração do Museu Metropolitano de Arte na cidade de Nova Iorque.
- 1877 — O balé O Lago dos Cisnes de Tchaikovsky recebe sua estreia no Teatro Bolshoi em Moscou.
- 1878 — No Conclave de 1878 é eleito papa, o Cardeal Vincenzo Gioacchino Raffaele Luigi Pecci que escolhe o nome de Papa Leão XIII
- 1909 — Publicação do Manifesto Futurista na revista francesa Le Figaro.
- 1933
  - Adolf Hitler se reúne secretamente com industriais alemães para conseguir financiamento para a próxima campanha eleitoral do Partido Nazista.
  - Revogação da Lei Seca nos Estados Unidos.
- 1943
  - Executivos de estúdios de cinema americanos concordam em permitir que o Escritório de Informação de Guerra dos Estados Unidos censure filmes.
  - A Saturday Evening Post publica a primeira das Quatro Liberdades de Norman Rockwell em apoio ao tema do discurso sobre o Estado da União de 1941 do presidente dos Estados Unidos Franklin D. Roosevelt, as Quatro Liberdades. Após a morte de Roosevelt em 1945, o conceito das "quatro liberdades" influenciaria a redação da Carta das Nações Unidas, e de modo muito explícito, a Declaração Universal dos Direitos Humanos.
- 1944 — Segunda Guerra Mundial: os Estados Unidos tomam o atol de Enewetak.
- 1959 — O programa Avro Arrow para projetar e fabricar caças a jato supersônicos no Canadá é cancelado pelo governo Diefenbaker em meio a muitos debates políticos.
- 1962 — Programa Mercury: a bordo da Mercury-Atlas 6, John Glenn torna-se o primeiro estadunidense (mas não o primeiro humano, que foi o soviético Yuri Gagarin) a orbitar a Terra, fazendo três órbitas em quatro horas e 55 minutos.
- 1965 — Ranger 8 choca-se contra a superfície lunar, depois de uma missão bem-sucedida de fotografar possíveis locais de pouso para os astronautas do Programa Apollo.
- 1968 — Fundação em Pequim da Academia Chinesa de Tecnologia Espacial, principal braço da China para pesquisa, desenvolvimento e criação de satélites espaciais.
- 1986 — União Soviética lança sua estação espacial Mir. Ela será ocupada por um total de doze anos além de sua vida útil original de quinze anos.
- 1988 — Na União Soviética, o Oblast Autônomo de Nagorno-Karabakh vota para se separar do Azerbaijão e se junta à Armênia, desencadeando a Guerra de Nagorno-Karabakh. A União Soviética é incapaz de pacificar este conflito interno.
- 1991 — Queda do Comunismo na Europa: Na capital albanesa, Tirana, uma gigantesca estátua do líder de longa data da Albânia, Enver Hoxha, é derrubada por multidões de manifestantes furiosos.
- 2003 — Durante um concerto da banda estadunidense de hard rock Great White em West Warwick, Estados Unidos, uma exibição de pirotecnia provoca um incêndio no The Station Nightclub, matando 100 pessoas e ferindo mais de 200 outras.
- 2005 — A Espanha se torna o primeiro país a votar em um referendo sobre a ratificação da proposta da Constituição da União Europeia, aprovando-a por uma margem substancial, mas com baixa participação.
- 2010 — Aluvião na ilha da Madeira provoca uma das maiores catástrofes de sempre em Portugal, com 42 mortos e centenas de feridos e desalojados.
- 2013 — NASA descobre o menor exoplaneta, o Kepler-37b.
- 2017 — Nações Unidas e Sudão do Sul declaram estado de carestia no país.

## Nascimentos

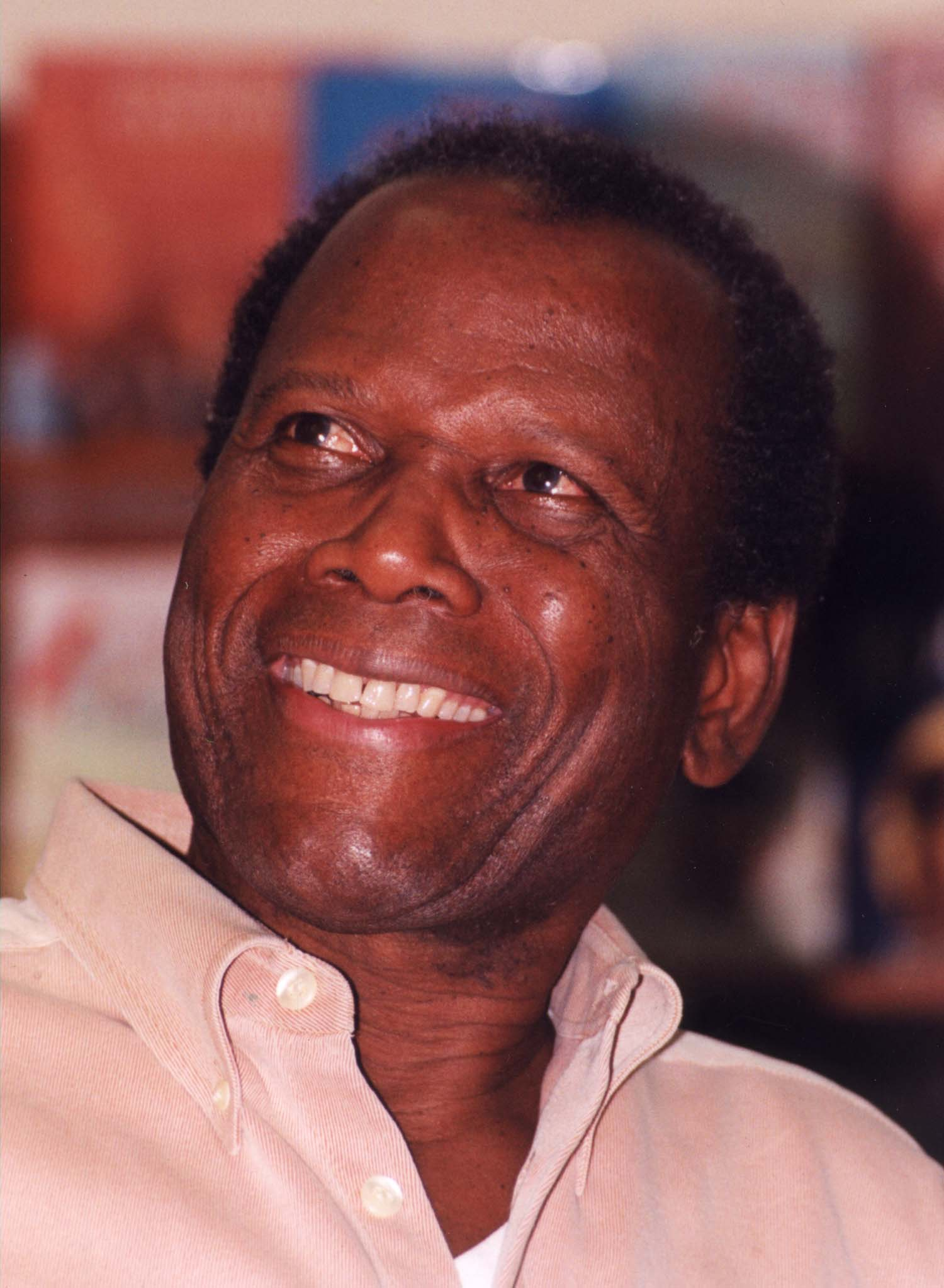
Sidney Poitier

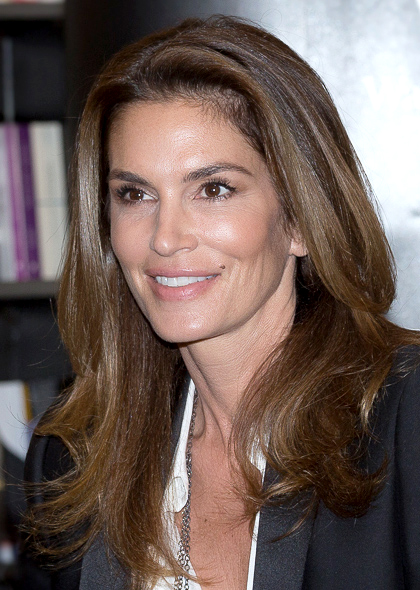
Cindy Crawford

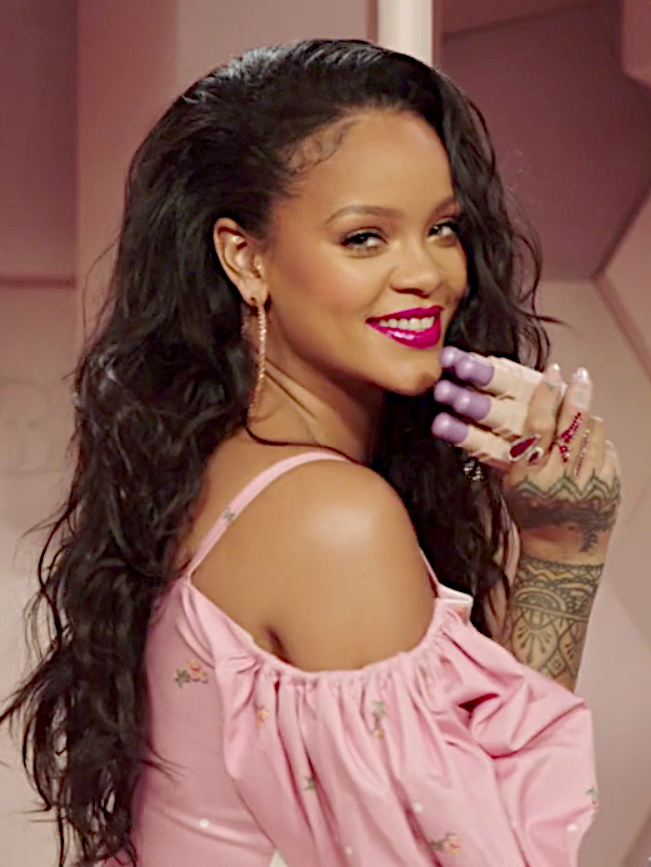
Rihanna

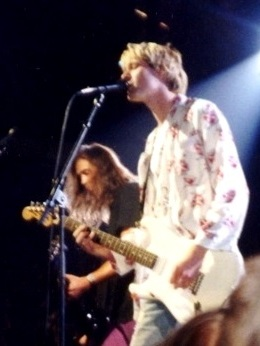
Kurt Cobain

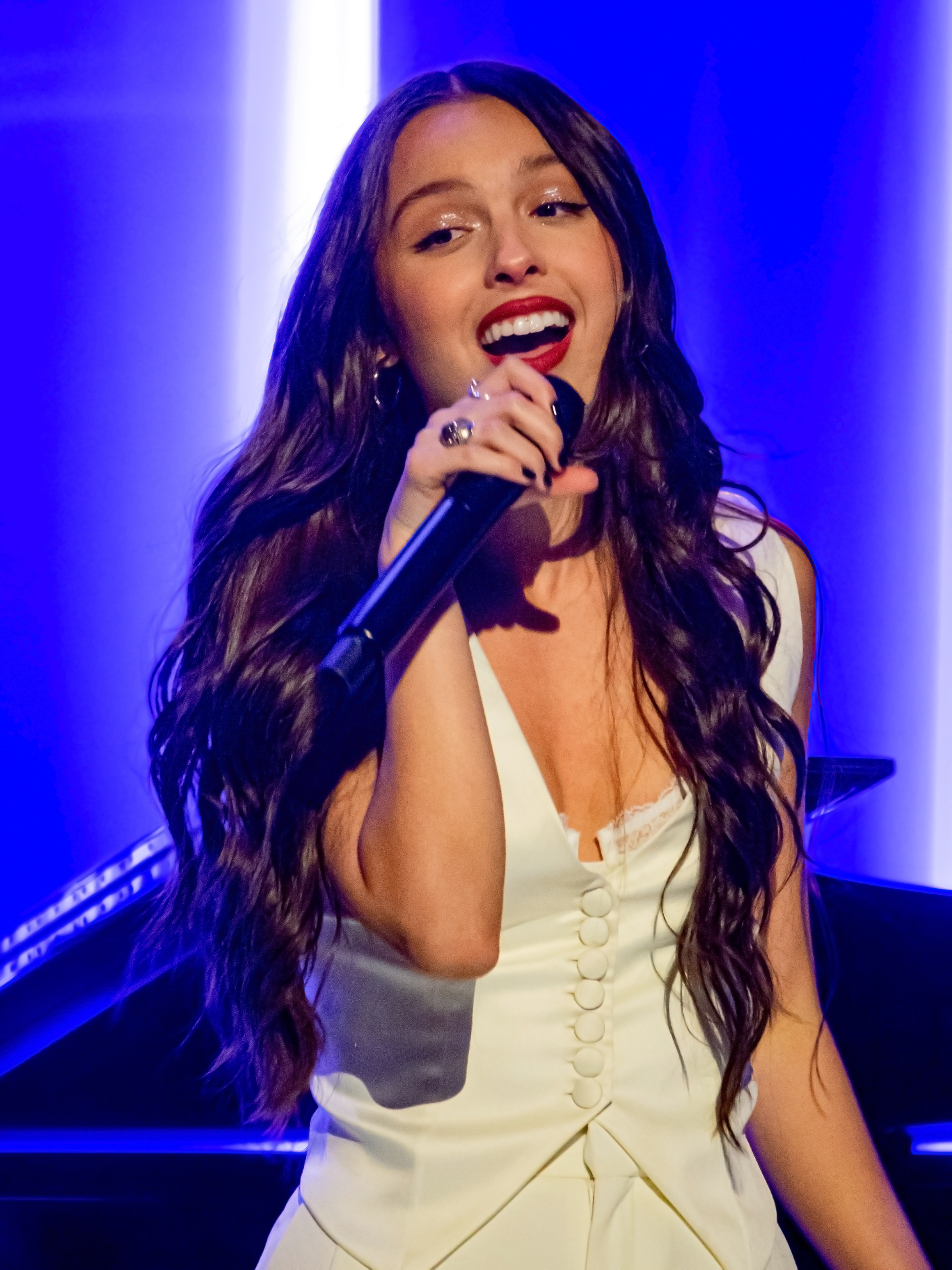
Olivia Rodrigo

### Anteriores ao século XIX
- 1358 — Leonor de Aragão, rainha de Castela (m. 1382).
- 1469 — Tomás Caetano, filósofo italiano (m. 1534).
- 1549 — Francisco Maria II Della Rovere (m. 1631).
- 1632 — Thomas Osborne, 1.º Duque de Leeds (m. 1712).
- 1633 — Jan de Baen, pintor neerlandês (m. 1702).
- 1726 — William Prescott, coronel norte-americano (m. 1795).
- 1751 — Johann Heinrich Voss, poeta, tradutor e acadêmico alemão (m. 1826).
- 1784
  - Judith Montefiore, linguista, escritora, filantropa britânica (m. 1862).
  - Adam Black, editor britânico (m. 1874).

### Século XIX
- 1810 — Louise Rosalie Allan-Despréaux, atriz francesa (m. 1856).
- 1819 — Alfred Escher, empresário e político suíço (m. 1882).
- 1829 — Odo Russell, diplomata e embaixador britânico (m. 1884).
- 1835 — Alessandro D'Ancona, escritor, crítico literário, político italiano (m. 1914).
- 1844
  - Ludwig Boltzmann, físico e filósofo austríaco (m. 1906).
  - Joshua Slocum, marinheiro e aventureiro canadense (m. 1909).
- 1867 — Luísa, Princesa Real da Inglaterra (m. 1931).
- 1874 — Mary Garden, soprano e atriz anglo-americana (m. 1967).
- 1880 — Jacques d'Adelswärd-Fersen, escritor e poeta francês (m. 1923).
- 1882 — Nicolai Hartmann, filósofo alemão (m. 1950).
- 1887 — Vincent Massey, advogado e político canadense (m. 1967).
- 1888 — Georges Bernanos, militar e escritor francês (m. 1948).
- 1898 — Francisco Matarazzo Sobrinho, industrial, político e mecenas ítalo-brasileiro (m. 1977).

### Século XX

#### 1901–1950
- 1901
  - René Dubos, biólogo e escritor franco-americano (m. 1982).
  - Louis Kahn, arquiteto americano (m. 1974).
  - Muhammad Naguib, general e político egípcio, 1.º presidente do Egito (m. 1984).
- 1902 — Ansel Adams, fotógrafo e ambientalista americano (m. 1984).
- 1912 — Pierre Boulle, militar e escritor francês (m. 1994).
- 1916 — Tim, futebolista e treinador de futebol brasileiro (m. 1984).
- 1918 — Leonore Annenberg, empresária e diplomata americana (m. 2009).
- 1920 — Karl Albrecht, empresário alemão (m. 2014).
- 1921 — Buddy Rogers, lutador americano (m. 1992).
- 1922 — Ivani Ribeiro, novelista brasileira (m. 1995).
- 1923
  - Victor Atiyeh, empresário e político americano (m. 2014).
  - Forbes Burnham, advogado e político guianense (m. 1985).
- 1925 — Robert Altman, diretor e roteirista norte-americano (m. 2006).
- 1926
  - Gillian Lynne, bailarina, coreógrafa e diretora britânica (m. 2018).
  - Richard Matheson, escritor e roteirista americano (m. 2013).
  - Bob Richards, atleta olímpico americano (m. 2023).
  - María de la Purísima Salvat Romero, freira espanhola (m. 1998).
- 1927
  - Ibrahim Ferrer, cantor e músico cubano (m. 2005).
  - Sidney Poitier, ator, diretor e diplomata bahamense-americano (m. 2022).
- 1928 — Jean Kennedy Smith, diplomata americana (m. 2020).
- 1931 — John Milnor, matemático e acadêmico americano.
- 1933 — Humberto Maschio, futebolista ítalo-argentino (m. 2010).
- 1934 — Bobby Unser, automobilista americano (m. 2021).
- 1936 — António Salvado, poeta português (m. 2023).
- 1937
  - Robert Huber, bioquímico e acadêmico alemão.
  - Roger Penske, ex-automobilista e empresário norte-americano.
- 1940
  - Christoph Eschenbach, maestro e pianista alemão.
  - Jimmy Greaves, futebolista e comentarista de TV britânico (m. 2021).
- 1941 — Buffy Sainte-Marie, cantora, compositora e produtora canadense.
- 1942
  - Phil Esposito, jogador, treinador e técnico de hóquei no gelo canadense.
  - Mitch McConnell, advogado e político americano.
  - Claude Miller, diretor, produtor e roteirista francês (m. 2012).
- 1943
  - Antonio Inoki, lutador de artes marciais mistas e político japonês (m. 2022).
  - Mike Leigh, diretor e roteirista britânico.
- 1944
  - Willem van Hanegem, futebolista e treinador neerlandês.
  - Cristovam Buarque, político e acadêmico brasileiro.
- 1945
  - Andrew Bergman, diretor de cinema norte-americano.
  - Donald McPherson, patinador artístico canadense (m. 2001).
- 1946
  - Brenda Blethyn, atriz britânica.
  - Sandy Duncan, atriz, cantora e dançarina americana.
  - Douglas Russell, ex-nadador norte-americano.
- 1947
  - Peter Osgood, futebolista britânico (m. 2006).
  - Peter Strauss, ator e produtor americano.
- 1948 — Jennifer O'Neill, modelo e atriz norte-americana.
- 1949 — Ivana Trump, socialite e modelo tcheco-americana (m. 2022).
- 1950
  - Walter Becker, cantor, compositor, guitarrista e produtor americano (m. 2017).
  - Tony Wilson, jornalista e empresário britânico (m. 2007).

#### 1951–2000
- 1951
  - Gordon Brown, historiador e político britânico.
  - Phil Neal, futebolista e treinador britânico.
  - Eduardo Souto Neto, maestro e músico brasileiro.
- 1953 — Poison Ivy, cantora, compositora, guitarrista e produtora americana.
- 1954
  - Anthony Head, ator britânico.
  - Patty Hearst, atriz e escritora americana.
- 1957 — Paulo Campos, treinador de futebol brasileiro.
- 1959 — Scott Brayton, automobilista norte-americano (m. 1996).
- 1960 — Kee Marcello, músico sueco.
- 1961 — Steve Lundquist, ex-nadador norte-americano.
- 1962
  - Dwayne McDuffie, escritor, roteirista e produtor americano (m. 2011).
  - Charles Barkley, jogador de basquete e locutor esportivo americano.
  - Eduardo Navarro, filólogo e tupinólogo brasileiro.
- 1963
  - Ian Brown, cantor, compositor e músico britânico.
  - Joakim Nyström, tenista sueco.
  - Charles Barkley, ex-jogador norte-americano de basquete.
- 1964 — French Stewart, ator americano.
- 1966 — Cindy Crawford, modelo e empresária americana.
- 1967
  - Spiros Marangos, ex-futebolista grego.
  - Eduardo Iturralde González, árbitro de futebol espanhol.
  - Kurt Cobain, cantor, compositor e músico estadunidense (m. 1994).
  - David Herman, comediante e ator americano.
  - Lili Taylor, atriz americana.
  - Nenad Maslovar, ex-futebolista montenegrino.
- 1969
  - Siniša Mihajlović, ex-futebolista e treinador de futebol sérvio. (m. 2022).
  - Danis Tanović, diretor e roteirista bósnio.
  - Mohammad Khakpour, ex-futebolista iraniano.
- 1971
  - Calpernia Addams, atriz, escritora e ativista americana.
  - Jari Litmanen, ex-futebolista finlandês.
  - Joost van der Westhuizen, jogador de rúgbi sul-africano (m. 2017).
- 1973 — Kimberley Davies, atriz norte-americana.
- 1974
  - Karim Bagheri, ex-futebolista e técnico iraniano.
- 1975
  - Brian Littrell, cantor, compositor e ator norte-americano.
  - Liván Hernández, jogador de beisebol cubano.
- 1976
  - Sophie Evans, atriz norte-americana.
  - João Vieira, atleta português.
- 1977
  - Stephon Marbury, jogador de basquete americano.
  - Gail Kim, lutadora canadense.
- 1978
  - Lauren Ambrose, atriz e produtora americana.
  - Joël Epalle, futebolista camaronês.
- 1979 — Song Chong-gug, futebolista sul-coreano.
- 1980
  - Imanol Harinordoquy, fogador de rúgbi francês.
  - Artur Boruc, futebolista polonês.
  - Jorginho Paulista, futebolista brasileiro.
- 1981
  - Majandra Delfino, atriz e cantora venezuelana.
  - Tony Hibbert, futebolista britânico.
  - Moisés Hurtado, futebolista espanhol.
- 1983
  - Justin Verlander, jogador de beisebol americano.
  - Emad Moteab, futebolista egípcio.
- 1984
  - Brian McCann, jogador de beisebol americano.
  - Trevor Noah, comediante, ator e apresentador de televisão sul-africano.
  - George Lucas, futebolista brasileiro.
  - Leonardo Tavares, tenista português.
- 1985 — Yulia Volkova, cantora e atriz russa.
- 1986
  - Benjamin Totori, futebolista salomônico.
  - Sami Sanevuori, futebolista finlandês.
- 1987
  - Tim Sparv, futebolista finlandês.
  - Jan Šimůnek, futebolista tcheco.
  - Miles Teller, ator norte-americano.
  - Maria Eugênia Suconic, apresentadora brasileira.
- 1988
  - Rihanna, cantora, compositora e atriz barbadense-americana.
  - Ki Bo-bae, arqueira sul-coreana.
  - Nafisa Khan, cantora e atriz indiana (m. 2013).
- 1989 — Jack Falahee, ator norte-americano.
- 1990
  - Ciro Immobile, futebolista italiano.
  - Fabrício, futebolista brasileiro.
  - Yonese Hanine, futebolista marroquino.
- 1991
  - Hidilyn Diaz, halterofilista filipina.
  - Jocelyn Rae, tenista britânica.
  - Aleks, futebolista brasileiro.
- 1995 — Anna Knauer, desportista alemã.
- 1996 — Mabel, cantora britânico-sueca.
- 2000 — Josh Sargent, futebolista norte-americano.

### Século XXI
- 2002 — Gavin Bazunu, futebolista irlandês.
- 2003 — Olivia Rodrigo, atriz e cantora americana.

## Mortes

### Anteriores ao século XIX
- 0922 — Teodora, imperatriz bizantina (n. ?).
- 1054 — Jaroslau I, o Sábio, grão-príncipe de Veliky Novgorod e Quieve (n. 978).
- 1194 — Tancredo, rei da Sicília (n. 1138).
- 1258 — Almostacim, califa iraquiano (n. 1213).
- 1408 — Henry Percy, 1.º Conde de Northumberland (n. 1431).
- 1431 — Papa Martinho V (n. 1368).
- 1458 — Lázaro Branković, déspota da Sérvia (n. 1421).
- 1513 — João da Dinamarca (n. 1455).
- 1567 — Estácio de Sá, explorador português (n. 1520).
- 1579 — Nicholas Bacon, político inglês (n. 1509).
- 1618 — Filipe Guilherme, Príncipe de Orange (n. 1554).
- 1626 — John Dowland, tocador de alaúde e compositor inglês (n. 1563).
- 1732 — Emília de Promnitz-Pless, princesa de Anhalt-Köthen (n. 1708).
- 1762 — Tobias Mayer, astrônomo e acadêmico alemão (n. 1723).
- 1771 — Jean-Jacques d'Ortous de Mairan, geofísico e astrônomo francês (n. 1678).
- 1773 — Carlos Emanuel III da Sardenha (n. 1701).
- 1778 — Laura Bassi, física e estudiosa italiana (n. 1711).
- 1790 — José II do Sacro Império Romano-Germânico (n. 1741).

### Século XIX
- 1810 — Andreas Hofer, líder rebelde tirolês (n. 1767).
- 1830 — Robert Anderson escritor e crítico literário britânico (n. 1750).
- 1850 — Valentín Canalizo, general e político mexicano.  (n. 1794).
- 1871 — Paul Kane, pintor irlando-canadense (n. 1810).
- 1893 — P. G. T. Beauregard, general americano (n. 1818).
- 1895 — Frederick Douglass, escritor e ativista americano (n. 1818).

### Século XX
- 1907 — Henri Moissan, químico e acadêmico francês, ganhador do Prêmio Nobel (n. 1852).
- 1916 — Klas Pontus Arnoldson, jornalista e político sueco, ganhador do Prêmio Nobel (n. 1844).
- 1920
  - Jacinta Marto, santa portuguesa (n. 1910).
  - Robert Peary, almirante e explorador norte-americano (n. 1856).
- 1933 — Takiji Kobayashi, escritor japonês (n. 1903).
- 1935 — Antônio Geremário Teles Dantas, político, jornalista e escritor brasileiro (n. 1889).
- 1936 — Max Schreck, ator alemão (n. 1879).
- 1953 — Francesco Saverio Nitti, político italiano (n. 1868).
- 1960 — António Correia de Oliveira, poeta e jornalista português (n. 1878).
- 1961 — Percy Grainger, pianista e compositor australiano-americano (n. 1882).
- 1966 — Chester W. Nimitz, almirante norte-americano (n. 1885).
- 1968 — Anthony Asquith, diretor e roteirista britânico (n. 1902).
- 1969 — Ernest Ansermet, maestro suíço (n. 1883)
- 1970 — Café Filho, jornalista, advogado e político brasileiro (n. 1899).
- 1972
  - Maria Goeppert-Mayer, física e acadêmica teuto-americana, ganhadora do Prêmio Nobel (n. 1906).
  - Walter Winchell, jornalista e ator americano (n. 1897).
- 1976
  - René Cassin, advogado e juiz francês, ganhador do Prêmio Nobel (n. 1887).
  - Kathryn Kuhlman, pregadora e evangelista norte-americana (n. 1907).
- 1978 — Vitorino Nemésio, escritor português (n. 1901).
- 1983 — Fritz Köberle, médico e cientista austro-brasileiro (n. 1910).
- 1990 — Lutero Luiz, ator brasileiro (n. 1931).
- 1992
  - A. J. Casson, pintor canadense (n. 1898).
  - Dick York, ator americano (n. 1928).
- 1993 — Ferruccio Lamborghini, empresário italiano (n. 1916).
- 1996
  - Solomon Asch, psicólogo e acadêmico americano (n. 1907).
  - Tōru Takemitsu, pianista, guitarrista e compositor japonês (n. 1930).
- 1999
  - Sarah Kane, dramaturga britânica (n. 1971).
  - Gene Siskel, jornalista e crítico americano (n. 1946).

### Século XXI
- 2001 — Donella Meadows, ambientalista, escritora e acadêmica americana (n. 1941).
- 2003 — Maurice Blanchot, filósofo e escritor francês (n. 1907).
- 2004 — Ana Ariel, atriz brasileira (n. 1930).
- 2005
  - Sandra Dee, atriz americana (n. 1942).
  - Josef Holeček, canoísta tchecoslovaco (n. 1921).
  - Hunter S. Thompson, jornalista e escritor norte-americano (n. 1937).
- 2007
  - Carl-Henning Pedersen, pintor dinamarquês (n. 1913).
  - Ihab Kareem, futebolista iraquiano (n. 1981).
- 2009 — Sérgio Naya, empresário e político brasileiro (n. 1942).
- 2010 — Alexander Haig, general e político norte-americano (n. 1924).
- 2012 — Knut Torbjørn Eggen, futebolista e treinador norueguês (n. 1960).
- 2013 — Antonio Roma, futebolista argentino (n. 1932).
- 2014
  - Rafael Addiego Bruno, jurista e político uruguaio (n. 1923).
  - Mário Travaglini, futebolista e treinador de futebol brasileiro (n. 1932).
- 2016 — Fernando Cardenal, sacerdote e político nicaraguense (n. 1934).
- 2017
  - Vitaly Churkin, diplomata russo (n. 1952).
  - Mildred Dresselhaus, física americana (n. 1930).
- 2020 — Joaquim Pina Moura, economista e político português (n. 1952).
- 2021 — Mauro Bellugi, futebolista italiano (n. 1950).

## Feriados e eventos cíclicos

### Brasil
- Aniversário do município de Xaxim, Santa Catarina
- Dia de Homens Trans e Pessoas Transmasculinas

### Cristianismo
- Francisco Marto
- Jacinta Marto

## Outros calendários
- No calendário romano era o 10º dia (X) antes das calendas de março.
- No calendário litúrgico tem a letra dominical B para o dia da semana.
- No calendário gregoriano a epacta do dia é ix.